# Karl von Terzaghi
Karl von Terzaghi (Praag, 2 oktober 1883 – Winchester (Massachusetts), 25 oktober 1963) was een Oostenrijkse civiel ingenieur en geoloog. Zijn bijnaam was "vader van de grondmechanica".

## Levensloop
Karl von Terzaghi was het eerste kind van luitenant-kolonel Anton von Terzaghi en Amalia Eberle in Praag, een grote stad in Oostenrijk-Hongarije, het voormalige Keizerrijk Oostenrijk. Toen Anton gepensioneerd werd, verhuisde de familie naar Graz. Op tienjarige leeftijd werd Karl naar een legerkostschool gestuurd waar hij belangstelling kreeg voor astronomie en geografie. Op zijn 14de ging hij naar een andere militaire school in wat nu Hranice heet, in Tsjechië. Hij was een uitstekend student, in het bijzonder in meetkunde en wiskunde. Hij studeerde cum laude af op 17-jarige leeftijd.
Terzaghi ging in 1900 naar de technische universiteit van Graz om werktuigbouwkunde te studeren. Hij kreeg daar bijzondere interesse in theoretische mechanica. Hij studeerde af in 1904 en deed zijn militaire dienstplicht. Gedurende zijn diensttijd vertaalde hij een aantal Engelse publicaties over geologie in het Duits. Hij ging nog voor een jaar terug naar de universiteit en combineerde een studie geologie met cursussen over spoorwegen- en wegenbouw. Kort hierna schreef hij zijn eerste publicatie over de geologie van terrassen in zuidelijk Syrië.

### Eerste professionele ervaring
Zijn eerste baan kreeg hij als juniorontwerper bij Adol Baron Pittle in Wenen. Dit bedrijf was actief op het relatief nieuwe gebied van waterkrachtcentrales en Karl werd ingezet bij het oplossen van specifieke geologische problemen. Zijn verantwoordelijkheden werden al snel groter en in 1908 was hij uitvoerder op een bouwwerk. Hij ondernam ook de constructie van een stuwdam in Kroatië en projecten in Sint-Petersburg. Gedurende de 6 maanden die hij in Rusland verbleef, ontwikkelde hij nieuwe grafische methoden voor het ontwerpen van opslagtanks, methoden die hij indiende als proefschrift voor een doctoraat. Door zijn successen kreeg hij steeds meer mogelijkheden. In 1912 veertrok hij naar de Verenigde Staten.
In de Verenigde Staten ondernam hij een reis langs grote damconstructies. Deze reis gaf hem inzicht in de problemen die zich bij deze constructies voordeden. Hij keerde in december 1913 terug naar Oostenrijk. Bij het uitbreken van WWI moest hij weer in militaire dienst waar hij de leiding kreeg over 250 man in een batallion van de genie. Na enige tijd werd hij hoogleraar aan de Technische Universiteit Istanbul waar hij begon met zijn levenswerk: onderzoek van grond en grondmechanica.
Hij stichtte een laboratorium met eenvoudige middelen. Zijn metingen en analyses van krachten op keermuren werden voor het eerst in 1919 gepubliceerd en zijn werk werd al snel gezien als een belangrijke bijdrage aan het inzicht van het fundamentele gedrag van grond.
Na het einde van de oorlog moest hij zijn positie aan de universiteit opgeven maar hij slaagde er in een nieuwe baan te vinden aan het Robert College in Istanbul. Hier begon hij lessen te geven in het Engels in plaats van Frans. Ook hier zette hij een laboratorium op met zeer beperkte apparatuur. Deze keer vestigde hij zijn aandacht op doorlatendheid van grond en hij kon theorieën uitwerken om zijn waarnemingen te verklaren. In 1924 publiceerde hij zijn magnum opus Erdbaumechanik, dat een revolutie betekende op het gebied van de grondmechanica. Zijn onderzoek en publicaties leidden tot een aanbod van het Massachusetts Institute of Technology (MIT), dat hij direct accepteerde.

### Latere jaren
Een van zijn eerste taken in de VS was zijn werk onder de aandacht te brengen van ingenieurs. Hiervoor schreef hij een aantal artikelen in de Engineering News Record, die eerst in de winter van 1925 werden uitgegeven en later als boek in 1926. Hij vond de faciliteiten aan het MIT beneden peil en begon opnieuw een laboratorium waar hij onderzoek deed naar grond, met apparatuur die hij zelf had ontworpen. Hij begon ook weer te schrijven en verrichtte als adviseur vele lucratieve opdrachten voor grootschalige projecten.
Van 1926 to 1932 was Arthur Casagrande, een andere pionier op het gebied van grondmechanica, zijn privéassistent.
In 1928 had Terzaghi genoeg van het MIT en haar president en besloot terug te keren naar Europa. In de winter van 1929 accepteerde hij een leerstoel aan de Technische Hochshule in Wenen en hij trouwde. Met Oostenrijk als basis reisde hij veel door Europa, voor adviezen en colleges. Door de lage lesdruk kon hij veel experimenteel onderzoek doen en hij raakte in het bijzonder geïnteresseerd in de problemen rond zetting, verzakking van funderingen en grouting. Hij begon een revisie van zijn eerdere werk Erdbaumechanik, dat nu uit twee delen bestond. Het politieke klimaat in Oostenrijk bemoeilijkte echter zijn werk en in 1935 besloot hij Wenen te verlaten.
Hij begon een sabbatical met een korte reis om te overleggen met de Organisation Todt en de architecten van de voorgestelde grootse plannen voor enorme gebouwen van de nazipartij in Neurenberg. Dit leidde tot een conflict over de beste manier om een fundering te maken en tot een discussie met Hitler zelf, die uiterst geïnteresseerd was in alle details van de nazi-architectuur.
Terzaghi ging hierna terug naar de VS waar hij een lezing gaf aan de Harvard-universiteit. Hij gaf ook lezingen aan andere universiteiten en merkte dat de mogelijkheden voor een baan beperkt waren. Hij ging terug naar Wenen in november 1936, kort na de geboorte van zijn eerste zoon, Eric. In Wenen kwam hij terecht in een lastige situatie waaraan hij slechts met moeite het hoofd wist te bieden. Hij maakte nog enige reizen naar projecten in Engeland, Italië, Frankrijk, Algerije en Letland.
In 1938 emigreerde Terzaghi naar de VS en kreeg een baan aan Harvard. Hij gaf onder andere adviezen voor de constructie van de subway van Chicago, de constructie van de Newport News Shipways en voor het bergen van de SS Normandie. In 1943 werd hij staatsburger van de VS en bleef in deeltijd verbonden aan Harvard tot zijn verplichte pensioen in 1953 op de leeftijd van 70 jaar. In juli van dat jaar werd hij voorzitter van de adviescommissie voor de constructie van de Aswandam. In 1959 nam hij ontslag uit deze commissie na conflicten met de Russische ingenieurs, maar bleef werkzaam als adviseur voor verschillende waterkrachtprojecten, in het bijzonder in British Columbia.
Karl von Terzaghi overleed in 1963.

## Erfenis
- De American Society of Civil Engineers stelde in 1960 de Karl Terzaghi-prijs in, voor een "auteur van buitengewone bijdragen aan de kennis op het gebied van grondmechanica en grondwerken".[1]
- De Terzaghi en Peck bibliotheek in Oslo, beheerd door het Geotechnische Instituut van Noorwegen, heeft een uitgebreide collectie van de publicaties van Terzaghi.[2]
- In 1965 is de Mission Dam in Brits-Columbia, Canada, tot zijn nagedachtenis hernoemd tot Terzaghi Dam.

## Boeken en publicaties
- Terzaghi, K., Theoretical Soil Mechanics, John Wiley and Sons, New York (1943) ISBN 0-471-85305-4.
- Terzaghi, K., Peck, R. B. and Mesri, G., Soil Mechanics in Engineering Practice, 3rd Ed. Wiley-Interscience (1996) ISBN 0-471-08658-4.
- Terzaghi, K., "Large Retaining Wall Tests", Engineering News Record Feb.1, March 8, April 19 (1934).
- Terzaghi, K., From theory to practice in soil mechanics;: Selections from the writings of Karl Terzaghi, with bibliography and contributions on his life and achievents John Wiley and Sons (1967).
- Terzaghi, K., Proctor, R. V. and White, T. L., "Rock Tunneling with Steel Supports," Commercial Shearing and Stamping Co. (1946).
- Terzaghi, K., American Society of Civil Engineers, "Terzaghi Lectures, 1974-1982," American Society of Civil Engineers (1986) ISBN 087262532X.